# Neochesias thesea
Neochesias thesea är en fjärilsart som beskrevs av William Schaus 1898. Neochesias thesea ingår i släktet Neochesias och familjen mätare. Inga underarter finns listade i Catalogue of Life.